# Никитин, Юрий Михайлович (шахматист)
Юрий Михайлович Никитин (1941 — 26 января 2009) — советский и казахстанский шахматист, мастер спорта СССР (1964). Участник чемпионатов СССР 1967 и 1968/1969 гг. Чемпион Казахской ССР (1968, 1969).

## Биография
Родился в 1941 году. Жил в г. Павлодар. Выступал за Казахскую ССР. В 1968 и 1969 гг. был чемпионом Казахстана.
Неоднократно играл в полуфиналах чемпионата СССР по шахматам (1964, 1968—1970). В 1964 г. выполнил норму мастера (10 очков из 17 возможных), в полуфинале 1968 г. выступил ещё более удачно (11 очков из 17) и поделил 2—4 места.
Дважды играл в финальных турнирах первенств СССР. Участвовал в 35-м чемпионате СССР по шахматам 1967 года в Харькове (по швейцарской системе), где набрал 6,5 очков из 13 (59-е место). В следующем году играл в 36-м чемпионате СССР в Алма-Ате, где занял 20-е место.
В Павлодаре проводится Мемориал Ю. М. Никитина.

## Основные спортивные результаты
| Год  | Город    | Турнир                    | + | −  | = | Результат | Место |
| ---- | -------- | ------------------------- | - | -- | - | --------- | ----- |
| 1964 | Кишинёв  | полуфинал чемпионата СССР | 7 | 4  | 6 | 10 из 17  | 6—8   |
| 1967 | Харьков  | 35-й чемпионат СССР       |   |    |   | 6½ из 13  | 59    |
| 1968 | Гомель   | полуфинал чемпионата СССР | 8 | 3  | 6 | 11 из 17  | 2—4   |
| 1968 | Алма-Ата | 36-й чемпионат СССР       | 1 | 13 | 5 | 3½ из 17  | 20    |